# La Naissance de Vénus (Fragonard)
Pour les articles homonymes, voir La Naissance de Vénus.
La Naissance de Vénus est un tableau peint par Jean Honoré Fragonard, il est exposé dans le salon Louis XVI au premier étage du musée Grobet-Labadié à Marseille. 